# Chứng khó đọc
Chứng khó đọc (tiếng Anh: Dyslexia) đặc trưng cho vấn đề gặp rắc rối về đọc hiểu và đánh vần dù trí tuệ bình thường. Các vấn đề có thể bao gồm khó khăn trong việc đánh vần các từ, đọc nhanh, viết chữ, "phát âm" các từ trong đầu, phát âm từ khi đọc to và nghe hiểu người khác đọc. Thông thường những khó khăn này được nhận thấy đầu tiên khi đi học ở trường. Khi một người mất khả năng đọc trước đây của bản thân, nó được gọi là alexia.
Chứng khó đọc được cho là do cả yếu tố di truyền lẫn môi trường. Một số trường hợp là đặc điểm chung của gia đình. Nó thường xảy ra với những người gặp rối loạn tăng động giảm chú ý (ADHD) và liên hệ giống với chứng khó học toán. Nó cũng có thể bắt đầu ở tuổi trưởng thành là kết quả sau một chấn thương sọ não, đột quỵ, hoặc mất trí nhớ. Chứng khó đọc được chẩn đoán thông qua một loạt các bài kiểm tra bộ nhớ, lỗi chính tả, thị lực, và kỹ năng đọc. Cơ chế cơ bản của chứng khó đọc là những vấn đề trong quá trình xử lý ngôn ngữ của não. Chứng khó đọc được phân chia thành những khó khăn trong việc đọc hiểu do vấn đề thính giác, thị giác hoặc do thiếu sót trong quá trình dạy học đọc.
Khoảng 2–8% trẻ em học cấp 1 bị ít nhiều chứng khó đọc. Chứng này không phải do mắt kém mà là do bất thường tại tầng lớp trên của vỏ não - làm trẻ mất khả năng ghi nhận và hiểu đường nét của chữ và ký hiệu. Trẻ bị chứng này có thể không hiểu vần điệu khi nghe câu ca dao hay bài thơ, nhiều trẻ kém khả năng phân tách các âm thanh trong câu nói. Những khả năng này rất quan trọng trong quá trình học hỏi của trẻ em - do đó trẻ mắc chứng khó đọc thường bị thua kém bè bạn trong lớp.
Bước đầu của việc học đọc là nhận ra được các từ, bằng cách phân biệt ra các âm riêng trong mỗi từ và sau đó liên hệ các âm đó với mẫu tự. Bước kế tiếp là liên kết các từ vào nhau để hiểu ra câu.
Phần lớn trẻ em bị chứng khó đọc có sức thông minh bình thường; có em có sức thông minh cao hơn trung bình. Chứng khó đọc là do một khúc mắc trong liên hệ thần kinh não, không dính líu gì đến khả năng suy nghĩ hay thông hiểu các khái niệm cao cấp.
Trẻ em bị chứng khó đọc còn có thể biểu một số chứng tật phát triển khác như kém hay không có khả năng viết và tính toán số. Những khả năng này đòi hỏi ký ức thuyên chuyển từ ký hiệu sang ý nghĩa.
Trước khi kết luận một trẻ em bị chứng khó đọc, cần phải loại trừ những nguyên nhân khác có thể gây cản trở học đọc, học viết và học nghe như thiếu học (mù chữ, thầy cô giảng dạy thiếu kinh nghiệm), có vấn đề tâm lý, chậm phát triển tâm thần, và các bệnh về tai, mắt, hoặc não (thí dụ SIDA) .
Một số người nổi tiếng trên thế giới bị mắc bệnh này như Thomas Edison, Anthony Hopkins, Guy Ritchie, Ozzy Osbourne, Tom Cruise, Cher,...

## Định nghĩa
Rối loạn đặc hiệu về đọc hay rối loạn đọc tuổi phát triển là khó khăn rõ rệt về phát triển các kỹ năng đọc và đọc hiểu mà không thể quy cho chậm phát triển tâm thần, học lực không thích hợp, độ tuổi, thiếu sót thị giác thính giác hay thần kinh. Khó khăn về đọc khá nặng gây trở ngại cho kết quả học tập và các hoạt động đòi hỏi kỹ năng đọc. Khó học đọc thường kết hợp với khó học chính tả, chỉ chẩn đoán  rối loạn đọc ở trẻ có trí tuệ phát triển bình thường và trên 7 tuổi vì trước độ tuổi này, hiện tượng đọc nhầm rất thường gặp.
Người ta tin rằng chứng khó đọc có thể ảnh hưởng từ 5 đến 10 phần trăm dân số được mặc dù chưa có nghiên cứu để có một tỷ lệ phần trăm chính xác.
Người lớn mắc bệnh này có thể đọc và hiểu tốt, nhưng họ có xu hướng đọc chậm hơn so với người không dyslexia, có thể thực hiện kém hơn trong việc đọc lời vô nghĩa (một thước đo của nhận thức âm vị học), viết chính tả.

## Nguyên nhân
Các lý thuyết sau đây không nên được xem là cạnh tranh, nhưng xem như là lý thuyết cố gắng  giải thích những nguyên nhân cơ bản của một tập hợp các triệu chứng tương tự từ nhiều quan điểm nghiên cứu

### Lý thuyết tiểu não
Lý thuyết khẳng định rằng có một rối loạn nhẹ tiểu não có thể gây ra chứng khó đọc. Tiểu não góp phần điều khiển động cơ trong cách phát âm của lời nói.  Lý thuyết đề xuất rằng các vấn đề phát âm có thể đóng góp vào sự thâm hụt xử lý âm vị học có thể gây ra chứng khó đọc.

### Lý thuyết  thâm hụt âm vị học
Các nhà khoa học của lý thuyết này đề xuất rằng những người bị chứng khó đọc có một thao tác suy giảm âm thanh cụ thể, ảnh hưởng đến trí nhớ thính giác, nhớ từ, và kỹ năng kết hợp âm thanh khi tạo ra lời nói.

### Lý thuyết xử lý thính giác nhanh chóng
Xác định rằng thâm hụt chủ yếu nằm trong nhận thức về âm thanh ngắn hoặc nhanh khác nhau.

### Lý thuyết thị giác
Lý thuyết thị giác đại diện cho một quan điểm truyền thống của chứng khó đọc, như là kết quả của sự suy giảm thị lực tạo ra vấn đề khi xử lý thông tin từ các chữ cái và chữ từ một văn bản.   Lý thuyết này không phủ nhận khả năng nguyên nhân khác của chứng khó đọc

## Các rối loạn đi kèm
Một số khuyết tật học tập thường xảy ra với chứng khó đọc tuy nhiên chưa xác định được chúng có cùng nguyên nhân về não bộ với chứng khó đọc hay không:
- Dysgraphia —một rối loạn thể hiện chủ yếu thông qua việc tự văn bản hoặc đánh máy
- Dyscalculia —một tình trạng thần kinh được đặc trưng bởi vấn đề với ý thức cơ bản về số lượng và sự kiện toán học. Thường những người có tình trạng này có thể hiểu được khái niệm toán học rất phức tạp và các nguyên tắc, nhưng có khó khăn khi lấy dữ kiện liên quan đến toán học cơ bản cộng và trừ.
- Attention Deficit Hyperactivity Disorder -  ADHD: rối loạn tăng động giảm chú ý.
- Cluttering - Nói lắp - lời nói bất thường cả về tốc độ và nhịp điệu, hiệu quả nói kém.

## Triệu chứng
- Các triệu chứng của chứng khó đọc khác nhau tùy theo mức độ nghiêm trọng của chứng rối loạn cũng như tuổi của từng cá nhân.:

### Trẻ trong độ tuổi mẫu giáo
Rất khó để có được một chẩn đoán chứng khó đọc trước khi đứa trẻ bắt đầu đi học, nhưng trẻ sẽ có những biểu hiện:
- Sự chậm chạp trong lời nói.
- Chậm học của các từ mới
- Không tiếp nhận dữ liệu
- Khó khăn khi thể hiện giọng điệu, nhịp điệu.
- Ít kiến thức
- Viết chữ đảo ngược.

### Đầu tiểu học
- Khó học bảng chữ cái hoặc thứ tự chữ cái
- Gặp khó khăn khi kết hợp với các chữ cái và cách phát âm chữ cái đó.
- Khó xác định hoặc tạo ra những từ có vần điệu.
- Khó khăn để hiểu chữ viết
- Khó đọc: đọc sót chữ (đắng – đắn), sót từ (cái ca – cái), đọc thêm chữ cái (cái ca – cái can), đọc thêm từ (cái – cái ca), đọc chệch từ (quả cam – quả com), đọc thiếu chữ cái (con – chon), đọc đảo lộn chữ cái (con – non, chí – híc)...

### Cuối tiểu học
- Chậm hoặc đọc không chính xác (mặc dù những người này có thể đọc đến một mức độ).
- Đánh vần từ vựng rất yếu
- Khó đọc thành tiếng, đọc chữ theo thứ tự sai, bỏ qua lời nói
- Khó khăn khi hiểu ý nghĩa của từ riêng lẻ.
- Trẻ em bị chứng khó đọc có thể không nhìn thấy (hoặc không  nghe thấy) sự giống và khác nhau trong các chữ cái và các từ, có thể không nhận ra khoảng cách giữa các âm trong tiếng, tiếng trong từ.

### Tuổi trung học và trưởng thành
Một số người bị chứng khó đọc có thể che giấu những điểm yếu của họ và thường ở mức độ có thể chấp nhận được hoặc có thể cải thiện tốt hơn nữa khi đến 16 tuổi. Nhiều học sinh cố gắng ở mức tối đa để khắc phục điểm yếu của mình.
Một quan niệm sai lầm phổ biến về chứng khó đọc là người có chứng khó đọc sẽ viết chữ ngược. Trong thực tế, điều này chỉ xảy ra trong một nhóm nhỏ người mắc chứng khó đọc. Quan sát để đánh giá trí tuệ với người có chứng khó đọc thì tốt nhất là nên yêu cầu họ làm một bài viết.
Người mắc chứng này hay nhẫm lẫn các từ gần giống nhau ví dụ hoa – hao, oanh – hoanh,...